# Chlorostrymon kuscheli
Espèce
Synonymes
- Thecla kuscheli Ureta, 1949[1]

Chlorostrymon kuscheli est une espèce de lépidoptères (papillons) de la famille des Lycaenidae, sous-famille des Theclinae et du genre Chlorostrymon.

## Systématique
L'espèce Chlorostrymon kuscheli a été décrite en 1949 par l'entomologiste Emilio Ureta (d) (1907-1959) sous protonyme de Thecla kuscheli.

## Description
Chlorostrymon kuscheli est un petit papillon. Le dessus est marron finement rayé de jaune.
Le revers est jaune doré.

## Écologie et distribution
Chlorostrymon kuscheli est présent dans le Nord du Chili,.

### Protection
Pas de statut de protection particulier.